# Her og nu (EP)
Her og Nu er en EP fra 1982, der blev udgivet af pladeselskabet Rosen. EP'en præsenterer fire af tidens børnerockbands: Aphrodite, Parkering Forbudt, Teenagers og Dieters Lieder. 
Den tidligere Parkering Forbudt-trommeslager Grev Lyhne, der var ansat på Rosen, var idémand til udgivelsen. Han havde også stået bag livealbummet Børnerock For Et Børnehus (1981, Rosen), der var optaget på børnerockfestivaler i Odense, Århus og København. De fire sange på Her og Nu blev produceret af Billy Cross og indspillet i Hookfarm studiet mellem 27. september - 3. oktober 1982. EP'en udkom i 7" format.

## Trackliste

### Side 1
1. Aphrodite - "Fortæl Mig" (Tekst: Vibeke Borberg/Musik: Katja) - 3:15
2. Teenagers - "Joseph" (Tekst: Linda Rokmann & Mark Jackman/Musik: Teenagers) - 2:48

### Side 2
1. Dieters Lieder - "Schweizer Frank" (Tekst: Martin Gerup/Musik: Johan Gerup) oprindeligt krediteret "tekst/musik: Dieters Lieder"[3] - 2:33
2. Parkering Forbudt - "Regn" (Tekst: Grev Lyhne/Musik: Drezz & Parkering Forbudt) - 4:12

## Medvirkende

### Aphrodite
- Eva - bas og kor
- Kathrine - flygel
- Katja - rytmeguitar & sang
- Nanna - leadguitar & sang
- Ursula - trommer

### Teenagers
- Mark Jackman - sang
- Linda Rokmann - sang
- Søren Nørup Christiansen - guitar
- Michael Grønbjerg - bas
- Bjarne Kjær - trommer

### Dieters Lieder
- Johan Gerup - guitar
- Martin Gerup - trommer
- Ped Ott Tønsberg - bas
- Peter Rahbek - sang

### Parkering Forbudt
- Don Martin - leadguitar
- Drezz - bas
- Nico - rytmeguitar
- Christian - trommer

### Produktion
- Billy Cross - producer
- Grev Lyhne - idé og planlægning